# Sintetsko drago kamenje
Sintetsko drago kamenje razlikuju se od imitacija ili simuliranog dragog kamenja.
Sintetički dragulji su fizički, optički i kemijski identični prirodnom kamenu, ali nastaju u kontroliranim uvjetima u laboratoriju.  Imitacijsko ili simulirano kamenje kemijski se pak razlikuje od prirodnog kamena, ali može mu biti optički slično; mogu biti staklo, plastika, smole ili drugi spojevi.
Sintetički, kultivirani ili laboratorijski stvoreni dragulji nisu imitacije. Na primjer, dijamanti, rubini, safiri i smaragdi proizvedeni su u laboratorijima i imaju jednaka kemijska i fizikalna svojstva kao i prirodni. Sintetički (laboratorijski stvoren) korund, uključujući rubin i safir, vrlo je čest i košta puno manje od prirodnog kamenja. Manji sintetički dijamanti proizvode se u velikim količinama kao industrijski abrazivi, iako su veći sintetički dijamanti kvalitete dragulja dostupni i u veličini od više karata.
Bez obzira je li dragulj prirodni kamen ili laboratorijski proizveden (sintetski), fizičke karakteristike su iste. Sintetsko kamenje najčešće ima jasniju i intenzivniju boju, te nema inkluzija i grešaka tipičnih za prirodne uzore.

## Osnovni postupci proizvodnje
- Verneuil postupak
- Hidrotermalni postupak